# Zac Efron
Zachary David Alexander, més conegut com a Zac Efron (San Luis Obispo, Califòrnia, 18 d'octubre del 1987) és un actor i cantant estatunidenc de cinema i televisió, reconegut per la seva participació en les pel·lícules de High School Musical i altres films ben coneguts.

## Primers anys
Zac Efron va néixer a San Luis Obispo, Califòrnia. És fill de David Efron i Starla Baskett. Té un germà petit, Dylan Efron, que va néixer el 6 de febrer de 1992 (Califòrnia).
A onze anys d'edat, el seu pare el va motivar perquè comencés a actuar i va fer les primeres presentacions teatrals a l'escola. Va treballar en un teatre que es deia The Great American Melodrama and Vaudeville i va anar a classes de cant. Quan era un jove estudiant va participar en obres com Gypsy, Peter Pan, o The Boy Who Would not Grow Up, Little Shop of Horrors, i The Music Man.
La seva professora de teatre el va recomanar a un agent de Los Angeles, i al cap d'un temps va signar un contracte amb l'Agència d'Artistes Creatius. Zac Efron va estudiar al Pacific Conservatory of the Performing Arts de Santa Maria, Califòrnia, on va també actuar els anys 2000 i 2001.
Va estudiar a l'institut de la localitat californiana d'Arroyo Grande, on es va graduar l'any 2006. immediatament va ser acceptat a la Universitat del Sud de Califòrnia (University of Southern Califòrnia), on finalment va decidir ajornar els seus estudis per dedicar-se al teatre i al cinema.

## Biografia
Zac Efron va iniciar la seva trajectòria professional com a actor l'any 2002, quan va aparèixer com a convidat a la sèrie de televisió de Fox Firefly. També va participar en Zack & Cody, una sèrie de Disney Channel i en RoomRaiders, un programa de MTV. Un any després, va fer part del drama mèdic ER i en la sèrie de CBS The Guardian.
Va debutar al cinema l'any 2003, quan va fer el paper de repartiment en la pel·lícula Melinda's World. També va ser el protagonista de la pel·lícula per a televisió Miracle Run', on va interpretar Steven Morgan, un de dos bessons autistes. Gràcies a la seva actuació, va rebre la nominació als premis Young Artist per "Millor interpretació en un telefilm, minisèrie o especial”.
La seva carrera va començar a avançar quan va interpretar Cameron Bale en la sèrie de Warner Channel Summerland, on a poc a poc va esdevenir un membre permanent de l'elenc a partir de la segona temporada l'any 2004. El programa va acabar l'any 2005 a causa d'una baixa audiència. El 2005 també va fer part del video musical de la cançó «Sick Inside» de Hope Partlow. Temps després va tenir aparicions especials en els programes CSI: Miami, The Suite Life of Zack & Cody, NCIS i The Replacements.
El 2006, gràcies al paper de protagonista de Troy Bolton a la pel·lícula de Disney Channel High School Musical, va ser un gran salt a la fama. Hi interpreta un estudiant popular i capità de l'equip de bàsquet, al costat de Vanessa Hudgens, Lucas Grabeel, Corbin Bleu, Ashley Tisdale i Monique Coleman. Al mes d'agost d'aquest mateix any, va guanyar un Teen Choice Award com Choice Breakout TV Star i Choice TV Chemistry. Després de l'estrena de High School Musical, Zac Efron va estar en les llistes de Billboard amb les cançons de la pel·lícula «get'cha Head in the Game» i «Breaking Free», en les quals va fer dupla amb Vanessa Hudgens. La cançó «We Are All In This Together» va ser acreditada a tot l'elenc de High School Musical. Efron també va fer part dels Disney Channel Games de 2006 com a capità de l'Equip Vermell. Les cançons de la pel·lícula tampoc les va cantar ell, va ser el cantant Drew Seeley qui hi va posar la veu, tot i així, en les dues pel·lícules següents de High School Musical, Efron va cantar ell.
Va actuar també a les pel·lícules Hairspray i High School Musical 2. A Hairspray va interpretar Link Larkin. Amanda Bynesa, Queen Latifan i John Travolta hi van participar juntament amb ell.
El 7 d'abril de 2007, va fer part d'un episodi de Punk'd. També va ser l'actor principal del vídeo musical del senzill de Vanessa Hudgens, «Say OK», que va ser estrenat el 16 de març d'aquell mateix any a Disney Channel. Aquell any també va ser nomenat una de les cent persones més maques per la revista People. Pel 17 d'agost de 2007, es va estrenar la pel·lícula High School Musical 2, on Zac Efron va fer el mateix paper de la cinta anterior. La seva excel·lent actuació va fer que aparegués a la portada de la revista Rolling Stone on va revelar que esperava algun dia interpretar un heroi d'acció. Va repetir el seu paper a High School Musical 3, estrenada el 24 d'octubre de 2008. Després va interpretar a un jove de 17 anys en la pel·lícula 17 Again, una comèdia dramàtica produïda per Adam Shankman.
L'any 2009, Zac Efron va interpretar Richard Samuels en el drama Me and Orson Welles. El 8 d'abril d'aquell any va participar en un curt vídeo titulat Zac Efron's Pool Party per a la pàgina Funny Or Die. L'11 d'abril de 2009, va ser amfitrió en un episodi de Saturday Night Live. El 2010 va protagonitzar la pel·lícula Charlie St Cloud, la qual va ser estrenada el 30 de juliol del 2010. El 2012, Zac Efron va actuar a la pel·lícula The Lucky One en el paper de protagonista.
L'any 2017, Efron, juntament amb The Rock, Jon Bass, Alexandra Daddario, Kelly Rohrbach, Priyanka Chopra i Ilfenesh Hadera, va protagonitzar la pel·lícula Baywatch. La pel·lícula està basada en la sèrie de televisió del mateix nom.
El 25 de desembre de 2017 es va estrenar als cinemes el musical biogràfic “El Gran Showman”, dirigit per Michael Gracey. Alguns actors com Zendaya, Hugh Jackman, Rebecca Ferguson, Paul Sparks junt amb Zac Efron van filmar el musical.

## Filmografia

### Cinema
| Any  | Pel·lícula                                 | Personatge                      | Notes                    |
| ---- | ------------------------------------------ | ------------------------------- | ------------------------ |
| 2003 | Melinda's World                            | Stuart Wasser                   | [ 9 ]                    |
| 2005 | The Derby Stallion                         | Patrick McCardle                |                          |
| 2007 | Hairspray                                  | Link Larkin                     |                          |
| 2008 | High School Musical 3: Senior Year         | Troy Bolton                     |                          |
| 2008 | Me and Orson Welles                        | Richard Samuels                 |                          |
| 2009 | 17 Again                                   | Mike O'Donnell                  |                          |
| 2010 | Charlie St. Cloud                          | Charlie St. Cloud               |                          |
| 2011 | New Year's Eve                             | Paul                            |                          |
| 2012 | At Any Price                               | Dean Whipple                    |                          |
| 2012 | Liberal Arts                               | Nat                             |                          |
| 2012 | The Lorax                                  | Ted Wiggins (voice)             |                          |
| 2012 | The Lucky One                              | Logan Thibault                  |                          |
| 2012 | The Paperboy                               | Jack Jansen                     |                          |
| 2013 | Parkland                                   | Dr. Charles James "Jim" Carrico |                          |
| 2014 | Neighbors                                  | Teddy Sanders                   |                          |
| 2014 | That Awkward Moment                        | Jason                           | També productor executiu |
| 2015 | We Are Your Friends                        | Cole Carter                     |                          |
| 2016 | Dirty Grandpa                              | Jason Kelly                     |                          |
| 2016 | Mike and Dave Need Wedding Dates           | Dave Stangle                    |                          |
| 2016 | Neighbors 2: Sorority Rising               | Teddy Sanders                   |                          |
| 2017 | Baywatch                                   | Matt Brody                      |                          |
| 2017 | The Disaster Artist                        | Dan Janjigian / Chris-R         |                          |
| 2017 | The Greatest Showman                       | Phillip Carlyle                 |                          |
| 2019 | The Beach Bum                              | Flicker                         |                          |
| 2019 | Extremely Wicked, Shockingly Evil and Vile | Ted Bundy                       | També productor executiu |
| 2020 | Scoob!                                     | Fred Jones (voice)              |                          |
| 2021 | Save Ralph                                 | A rabbit (voice)                | Curtmetratge             |
| 2022 | Gold                                       | Virgil                          |                          |
| 2022 | Firestarter                                | Andy McGee                      |                          |
| 2022 | The Greatest Beer Run Ever                 | John "Chickie" Donohue          |                          |
| 2023 | The Iron Claw                              | Kevin Von Erich                 |                          |
| 2024 | Ricky Stanicky                             | Dean                            |                          |
| 2024 | Un assumpte familiar                       | Chris Cole                      |                          |

### Televisió
- 2002: Firefly (Episodi: “A salvo”).
- 2003: The Big Wide World of Carl Laemke.
- 2003: The Guardian (Episodi: “Sin Consentimiento”).
- 2003: ER (Episodi: “Querida Abby”).
- 2004: Miracle Run.
- 2004: Triple Play.
- 2004-2005: Summerland (16 episodis).
- 2005: CSI Miami (Episodi: “Sexo & Impuestos”).
- 2005: The Replacements (Episodis: “Davey Hunkerhoff” y “Ratted Out”).
- 2006: Heist (Episodi: “Pilot”).
- 2006: The Suite Life of Zack and Cody (Episodi: “Parejas extrañas”).
- 2006: NCIS (Episodi: “Decepción”).
- 2006: If You Lived Here, You’d be Home Now.
- 2006: High School Musical.
- 2007: Hairspray.
- 2007: High School Musical 2.
- 2008: High School Musical 3: Senior Year.
- 2008: Robot Chicken (Episodi: “Dile a mi mamá”).
- 2009: Robot Chicken (Episodi: “Las amo a ellas”).
- 2009: Saturday Night Live (Episodis: 2).
- 2009: Entourage (Episodi: “Pinceladas sobre seguridad”).
- 2010: Robot Chicken (Episodes: “Robot Chicken: Star Wars Episode III”).

## Premis
- Premi Teen Choice Awards a millor actor, per High School Musical: 2006.
- Premi Teen Choice Awards a millor actor, per High School Musical 2: 2007.
- Premi Kids Choice Awards a millor actor, per High School Musical 2: 2007.
- Premi Hollywood Film Award al ventall de l'any per Hairspray: 2007.
- Premi Young Hollywood Award a millor actor, per Hairspray: 2007.
- Premi MTV Movie Awards a millor actor revelació, per Hairspray: 2008.
- Premi Teen Choice Awards a millor actor, per High School Musical 3: Senior Year: 2009.
- Premi MTV Movie Awards a millor actor revelació, High School Musical 3: Senior Year: 2009.
- Premi Maui Film Festival a la estrella resplendentment, per High School Musical 3: Senior Year i 17 again: 2010.
- Premi People’s Choice Awards a Estrella de pel·lícula preferida menor de 25 anys: 2011.
- Premi Teen Choice Awards a millor ícono en l'Alfombra Vermella: 2011.
- Premi Teen Choice Awards a actor de pel·lícula: Drama, en The Lucky One: 2012.
- Premi Teen Choice Awards a actor de pel·lícula: Romance, en The Lucky One: 2012.
- Premi People’s Choice Awards per actor dramàtic preferit en The Lucky One: 2013.
- Premi MTV Movie Awards a millor interpretació sense camisa en That Awkward Moment: 2014.